# Campeonato nacional de Estados Unidos 1952
Lista de los campeones del Campeonato nacional de Estados Unidos de 1952:

## Senior

### Individuales masculinos
Frank Sedgman vence a  Gardnar Mulloy, 6–1, 6–2, 6–3

### Individuales femeninos
Maureen Connolly vence a  Doris Hart, 6–3, 7–5

### Dobles masculinos
Mervyn Rose /  Vic Seixas vencen a  Ken McGregor /  Frank Sedgman, 3–6, 10–8, 10–8, 6–8, 8–6

### Dobles femeninos
Shirley Fry /  Doris Hart vencen a  Louise Brough /  Maureen Connolly, 10–8, 6–4

### Dobles mixto
Doris Hart /  Frank Sedgman vencen a  Thelma Coyne Long /  Lew Hoad, 6–3, 7–5
| Predecesor: 1951                         | Campeonato nacional de Estados Unidos 1952 | Sucesor: 1953                         |
| Predecesor: Campeonato de Wimbledon 1952 | Grand Slam 1952                            | Sucesor: Campeonato de Australia 1953 |

- Datos: Q2410107